# Grande Vannerie Flandria

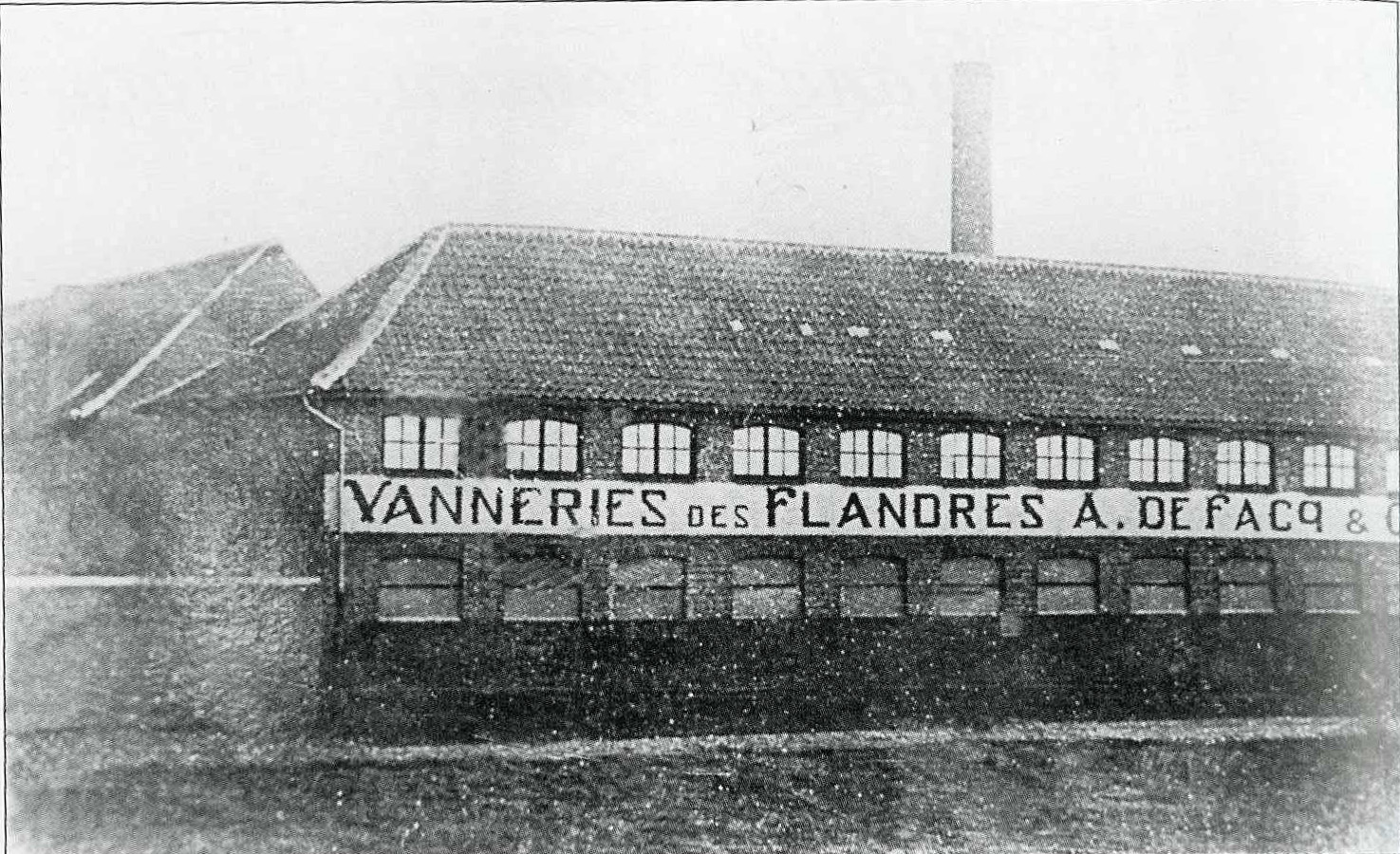
Het bedrijf in de jaren 20, zijgevel kant Nieuwstraat. (nu Belgacom)

Grande Vannerie Flandria is een voormalig bedrijf in de Belgisch gemeente Maldegem. Het was een rietmeubelfabriek die - samen met haar voorgeschiedenis - 60 jaar actief was in de gemeente en tientallen mensen werk verschafte.
Het was gevestigd op de hoek van het Stationsplein met de Brielwegel (de huidige Nieuwstraat). Op de plaats waar thans de Belgacom-gebouwen zijn opgetrokken.

## Eigenaars
Provincieraadslid Albert van Oye (1846-1908) stond aan de basis van dit bedrijf. Reeds actief in de streek richtte hij in 1891 te Maldegem een filiaal op. Het bedrijf werkte aanvankelijk onder de naam Albert Van Oye & Cie - Société Belge des Manufactures Générales de Rotins. Na het overlijden van Van Oye kwam het bedrijf in handen de directeur Alfred Facq. Het ging verder onder de naam Les Vanneries des Flandres.
In 1928 - na het overlijden van mede-eigenaar en geneesheer Oscar De Prest - kwam het in 1929 in handen van diens weduwe Clementina Bonte en hun kinderen. De naam werd veranderd in NV Grande Vannerie Flandria.
Liquiditeitsproblemen, de economische crisis van de jaren 30 en de Tweede Wereldoorlog met zijn nasleep, waren de oorzaak van de uiteindelijk stopzetting in 1951.

## Productie
Het vervaardigen van allerhande rieten zitmeubelen vormde het grootste deel van de productie. Daarnaast waren er ook kleinere voorwerpen zoals allerlei manden, vogelkooistaanders, schemerlampen en poppenwagentjes.
De grondstoffen waren meestal afkomstig van riet, malacca, wissen, moëlle, eclisse en boondos.